# سيباستيان قروس
سيباستيان قروس (بالفرنسية: Sébastien Gros)‏ هو لاعب غولف فرنسي، ولد في 8 نوفمبر 1989 في فيلوربان في فرنسا.

## وصلات خارجية
- سيباستيان قروس على موقع رابطة أوروبا للاعبي الغولف المحترفين (الإنجليزية)
- سيباستيان قروس على موقع التصنيف العالمي الرسمي للغولف (الإنجليزية)